# Euroleon nostras
Euroleon nostras là một loài côn trùng trong họ Myrmeleontidae thuộc bộ Neuroptera. Loài này được Geoffroy in Fourcroy miêu tả năm 1785.

## Hình ảnh

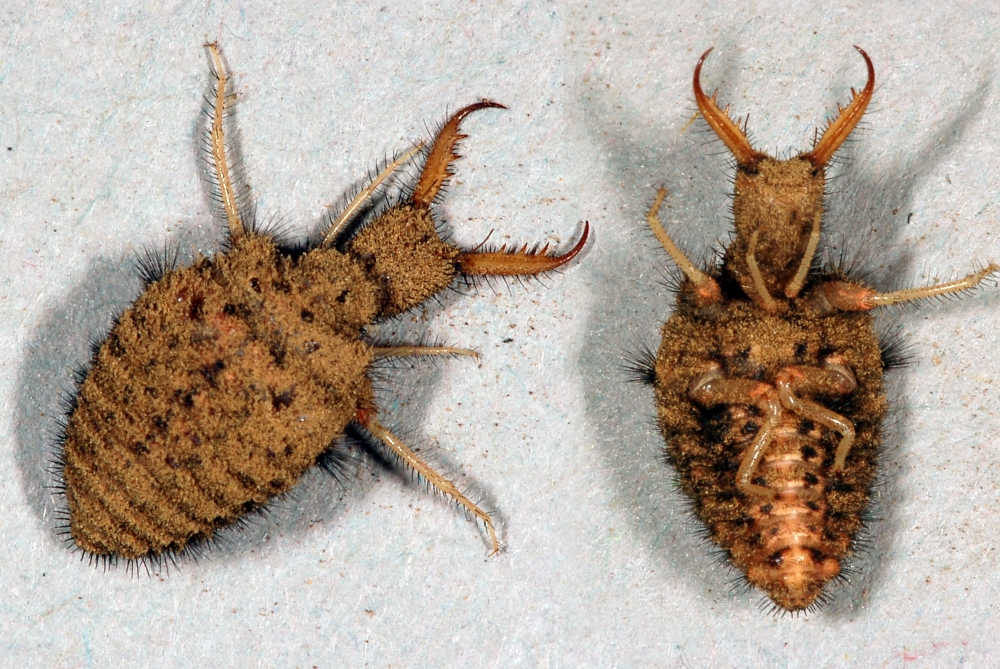
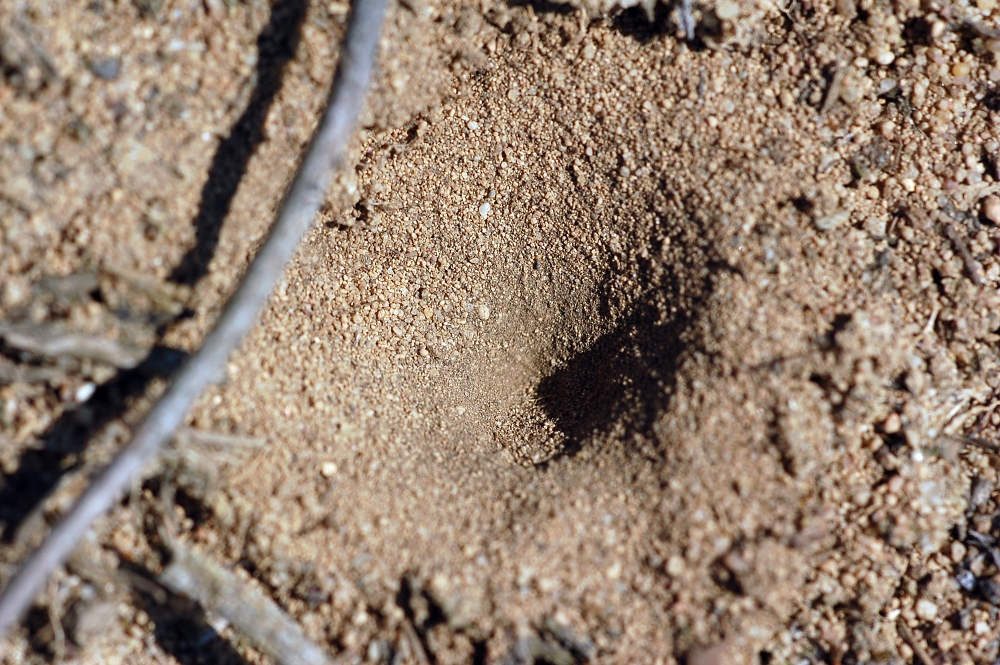
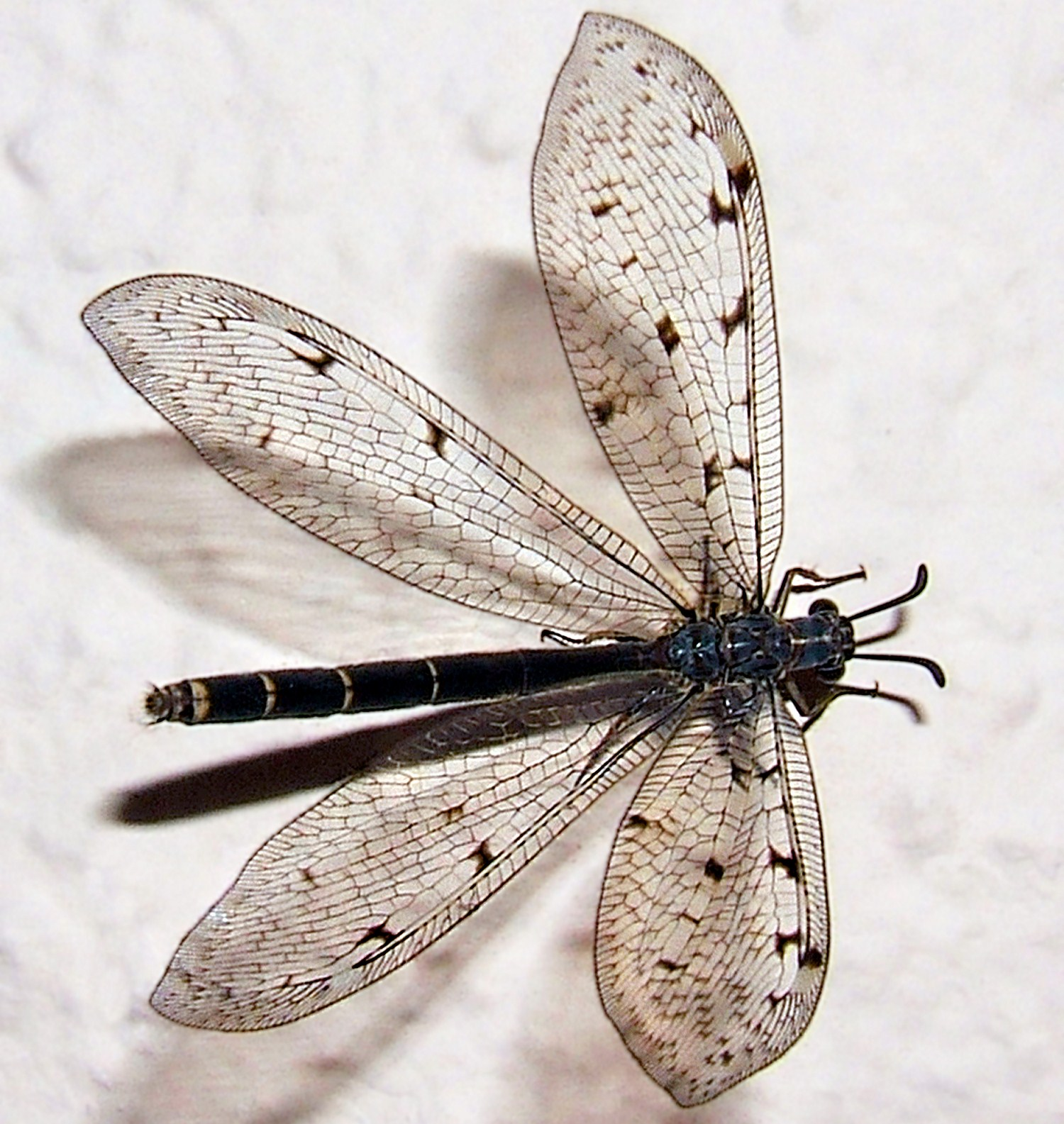
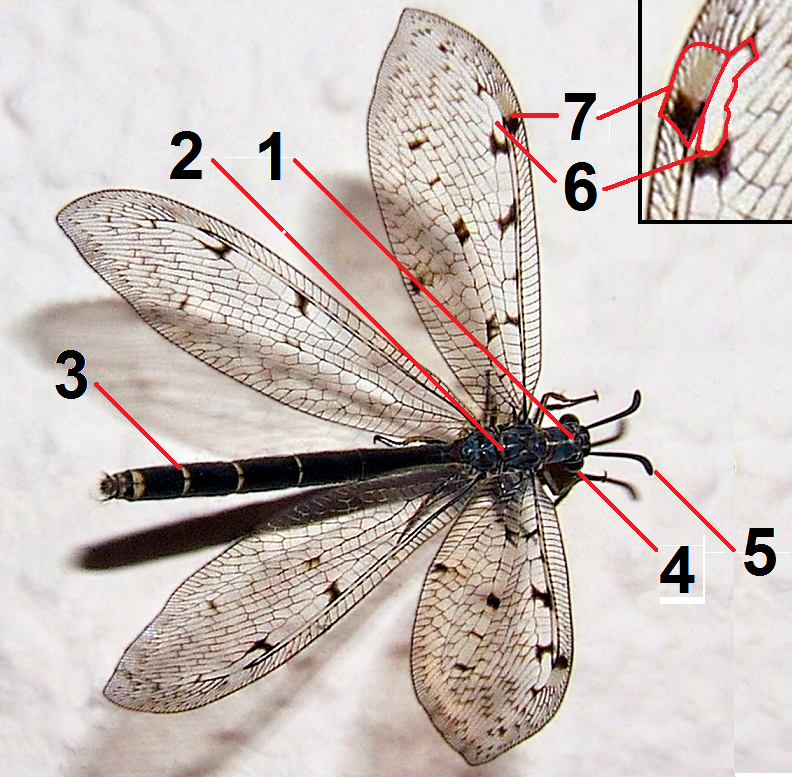